# Ватель (фільм)
«Ватель» (фр. Vatel)— французька історична костюмована біографічна драма, що розповідає про останні дні життя знаменитого французького кулінара Франсуа Вателя.

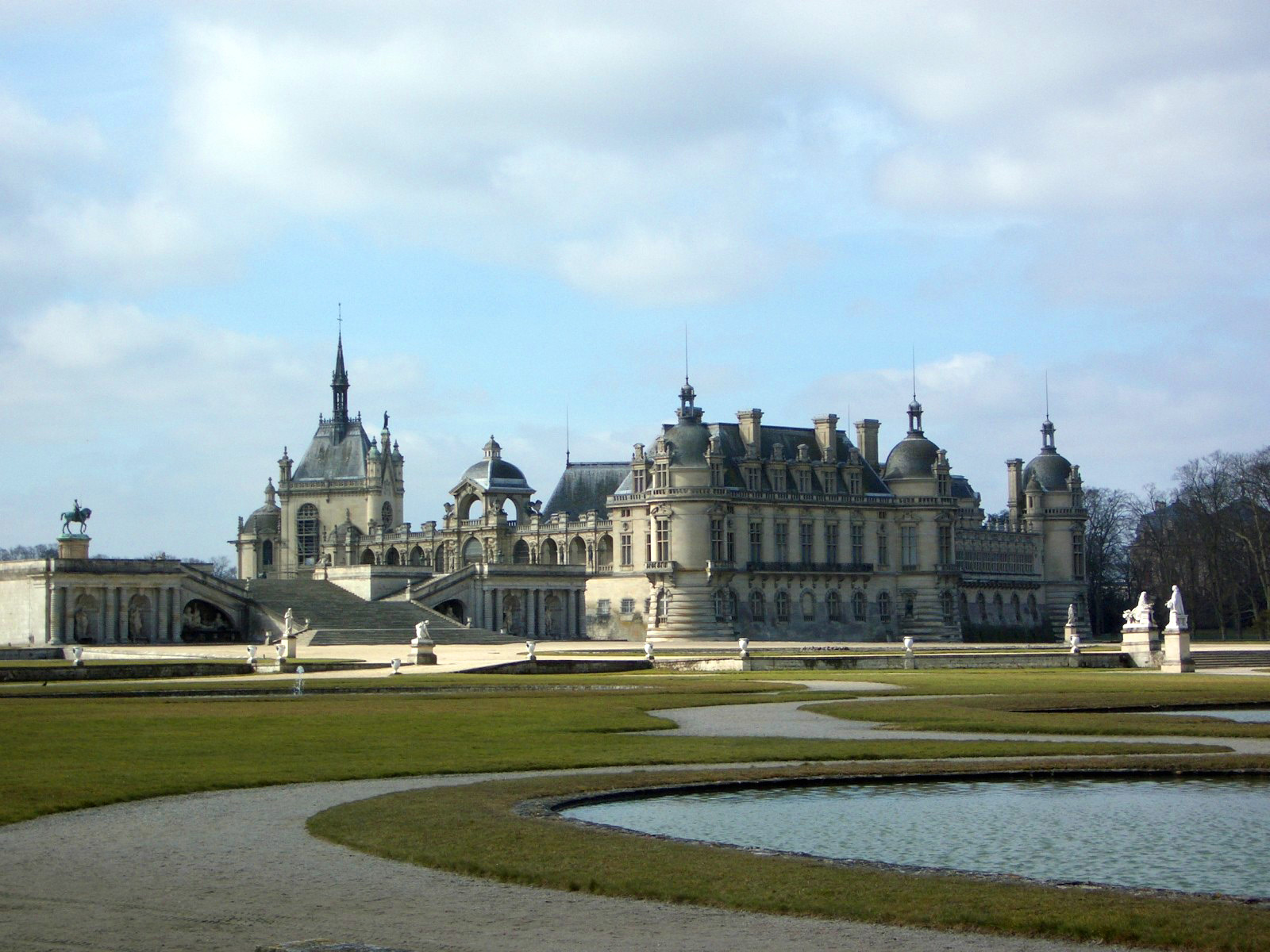
Сад замку Шантії

## Сюжет
1671 рік. Франція готується до війни з Голландією. «Король-Сонце» Людовик XIV вважає, що найкращим полководцем у Франції є опальний ще з часів Фронди принц Конде. Однак перший міністр Франції Кольбер має іншу кандидатуру на цю посаду.
Для самого Конде, вже літнього і важко хворого на подагру, призначення головнокомандувачем — це останній шанс повернути положення при дворі, а разом із цим і достаток: він давно живе в кредит.
Король приймає рішення відвідати з триденним візитом маєток Конде Шантії, де за результатами прийому й вирішиться, хто ж очолить армію Франції, якщо війна все ж почнеться. Але щоб протистояти впливу Кольбера, прийом має бути справді розкішним і справити враження на короля.
У такій ситуації дім принца Конде здатний врятувати лише його відданий управляючий, відомий майстер влаштовувати театралізовані вистави, а також видатний кулінар Ватель, який колись був управляючим у самого Ніколя Фуке.
Незважаючи на нестачу коштів, Ватель з усією ретельністю організовує прийом: чотири трапези на 25 столів із п'ятьма перемінами страв, театральні вистави, розміщення короля та двору в зовсім не призначеному для прийому двох з половиною тисяч осіб Шантії. На Людовика XIV прийом справив найсприятливіше враження, і він виграв Вателя в карти у Конде для управління Версалем.
На тлі політичних інтриг розгортається і любовна лінія сюжету: Луїза де Лавальє вже відсторонена з фавориток короля, їй на зміну прийшла маркіза де Монтеспан, проте й вона не єдина претендентка на королівське ложе. У замку Шантії місце першої фрейліни займає Анна де Монтозьє. Поділити ліжко з нею давно бажає маркіз де Лозен, але вона закохується в Вателя, який відповідає їй взаємністю. Слуги маркіза влаштовують засідку на Вателя, але його рятують придворні принца Філіппа (Вателю вдалося завоювати його повагу своєю чесністю і сміливістю).
Ватель майстерно вирішує всі виникаючі в процесі прийому проблеми: він винаходить нові страви, нові соуси, нові лампи, нові розваги. Дізнавшись, що лікар принца хоче забрати для лікування від подагри улюблених канарок Анни, Ватель віддає власних улюблених папуг. Анна проводить ніч із Вателем, але потім їй доводиться лягти в ліжко з де Лозеном, який прикрив її відлучку перед королем.
Трапляється непоправне: через шторми на заключну п'ятничну вечерю (пістний день), оформлену в «морському» стилі, не привозять вчасно рибу і раків. Ватель, не бажаючи бачити власну ганьбу і руйнування надій свого повелителя, накладає на себе руки, у останньому листі до Анни де Монтозьє, правда, вказуючи на іншу, сердечну, причину свого вчинку.
За іронією долі одразу після смерті Вателя до замку прибувають численні вози з рибою: він передбачливо зробив замовлення в кількох різних портах. Помічник Вателя з блиском проводить вечерю.
| Актор                | Роль                   |
| -------------------- | ---------------------- |
| Жерар Депардьє       | Франсуа Ватель         |
| Ума Турман           | Анна де Монтозьє       |
| Тім Рот              | маркіз де Лозен        |
| Джуліан Гловер       | принц Конде            |
| Джуліан Сендс        | Людовік XIV            |
| Мюррей Леклен Янг    | Філіпп I Орлеанський   |
| Тімоті Сполл         | Гурвіль                |
| Хайуел Беннетт       | Кольбер                |
| Річард Гріффітс      | доктор Бурдело         |
| Аріель Домбаль       | принцеса Конде         |
| Марін Дельтерм       | Афінаїс де Монтеспан   |
| Емілі Оана           | Луїза де Лавальєр      |
| Філіппін Леруа-Больє | герцогиня де Лонгвіль  |
| Наталі Серда         | королева Марія-Терезія |

### Критика
На сайті Rotten Tomatoes фільм має рейтинг 31 % на основі 32 рецензій критиків із середнім балом 4.6 із 10. Критичний консенсус сайту свідчить: «Візуально розкішний, але нецікавий».
На сайті Metacritic фільм набрав 44 бали зі 100 на основі 13 відгуків.
Девід Стреттон із Variety написав: «„Ватель“ є ще одним доказом того, що будь-які гроші та всі технічні знання світу не можуть замінити хороший сценарій і креативне керівництво».
Елвіс Мітчелл із The New York Times назвав фільм «костюмованою драмою, у якій набагато більше костюмів, ніж драми».
Кевін Томас із Los Angeles Times описав картину як «вічну розповідь про кохання та жертву у світі, настільки ж багатому, наскільки жорстокому».

### Нагороди
- Номінація на премію Оскар 2001: Найкраща праця художника
- Премія «Сезар» 2001: Найкраща робота художника — Жан Рабасс (Jean Rabasse)
- Номінація на премію «Сезар» 2001: Найкраща робота художника з костюмів — Івонн Сассіно Де Нель (Yvonne Sassinot de Nesle)
- Срібна жаба МКФ Camerimage (Лодзь): Найкраща операторська робота — Робер Фресс